# Canariella pontelirae
Canariella pontelirae is een slakkensoort uit de familie van de Hygromiidae. De wetenschappelijke naam van de soort is voor het eerst geldig gepubliceerd in 1994 door Hutterer.